# Linia kolejowa Lwów – Kiwerce
Linia kolejowa Lwów – Kiwerce to niezelektryfikowana, jednotorowa linia kolejowa na Ukrainie. Linia łączy Lwów Główny ze stacją Kiwerce. Zarządzana jest przez Kolej Lwowską, oddział ukraińskich kolei państwowych.

## Historia
Północny, położony wówczas w Rosji, odcinek z Kiwerców do Łucka został zbudowany w 1890. Południowy, ówcześnie austro-węgierski odcinek linii pomiędzy Lwowem a wówczas nadgranicznym Stojanowem o długości 88 km został zbudowany przez Kolej lokalną Lwów-Stojanów i oddany do użytku 18 października 1910. W okresie zaborów linie te nie zostały połączone. Po zakończeniu I wojny światowej, linie zostały przejęte przez Polskie Koleje Państwowe, które w latach 1925/1928 wybudowały odcinek Stojanów - Łuck. 
Po zajęciu wschodniej Polski przez ZSRR w 1939 roku linia weszła w posiadanie kolei radzieckich, która natychmiast rozpoczęła przekuwanie toru na rozstaw rosyjski. W 1941 roku po ataku Niemiec na ZSRR proces został odwrócony. Po zakończeniu wojny, regiony te stały się częścią Ukraińskiej SRR w Związku Radzieckim w związku z czym zmieniono rozstaw szyn na całej linii na 1520 mm.